# Torbalıspor
Torbalıspor ist ein Fußballverein aus Torbalı, Provinz Izmir. Mehrere Jahre spielte der Verein in der 3. Liga, welches bis heute die höchste Stufe ist, die erreicht werden konnte.

## Geschichte

### Frühe Jahre
Torbalıspor wurde 1974 gegründet und spielte bis einschließlich 1985 in regionalen Amateurligen. 1985/86 spielte man erstmals in der 3. Liga und konnte dort einen beachtlichen fünften Platz erreichen. Die folgenden Jahre konnte Torbalıspor sich in der Liga behaupten und spielte mal im oberen, mal im unteren Tabellenviertel. In der Saison 1993/94 musste man schließlich als abgeschlagener Tabellenletzter und mit lediglich 12 Punkten absteigen. Der Wiederaufstieg aus der regionalen Amateurliga gelang im übernächsten Jahr, sodass man ab der Saison 1996/1997 (als Torbalı Belediyespor) wieder in der 3. Liga spielte. Bis einschließlich zu der Saison 2000/01 konnte Torbalıspor sich erneut in der Liga etablieren, nach der Systemänderung spielte man in der Saison 2001/02 in der neu eingeführten 4. Liga, wo man als 16. Platz jedoch abstieg.

### Neuzeit
Nach mehreren Jahren in den regionalen Amateurligen Izmirs gelang dem Club, mittlerweile wieder mit dem alten Namen, der Aufstieg nach Abschluss der Saison 2006/07 und damit die Rückkehr in den Profisport, wo die Klasse mit dem neunten Platz gehalten werden konnte. In der  Saison 2010/11 musste man in die Bölgesel Amatör Lig absteigen. Dort lief es denkbar schlecht für den Club, denn am Ende der Saison hatte man lediglich drei Punkte vorzuweisen und konnte kein Spiel gewinnen, damit wurde man quasi in die regionale Amateurliga durchgereicht. Torbalıspor konnte sich wieder aufrappeln und stieg in der Saison 2014/15 mit 51 Punkten und als erster Platz direkt von der İzmir Süper Amatör Lig in die Bölgesel Amatör Lig auf. Dort musste man abermals absteigen. Seitdem spielt Torbalıspor wieder in der İzmir Süper Amatör Lig.

## Ligazugehörigkeit
- 3. Lig: 1985–1994, 1996–2001
- 4. Lig: 2001–2002, 2007–2011
- Bölgesel Amatör Lig: 2011–2012, 2015–2016
- Regionale Amateurligen: 1974–1985, 1995/96, 2002–2007, 2012–2015, 2016–